# حركة ما بعد الحداثة
ما بعد الحداثة هي حركة فكرية واسعة نشأت في النصف الثاني من القرن العشرين كرد فعل على ادعاءات المعرفة القديمة المنتهية والمرتبطة بحداثة عصر النهضة ولإنهاء الافتراضات المزعوم وجودها في الأفكار الفلسفية الحداثية المتعلقة بالافكار والثقافة والهوية والتاريخ وتحطيم السرديات الكبرى وأحادية الوجود واليقين المعرفي وتبحث في أهمية علاقات القوة، والشخصنة أو إضفاء الطابع الشخصي، والخطاب داخل بُنية الحقيقة والرؤى الشمولية وينطلق العديد من مفكري ما بعد الحداثة من إنكار وجود واقع موضوعي ومن إنكار وجود قيم أخلاقية موضوعية والتشكك في السرديات الكبري والبحث عن خيارات جديدة وتشمل الأهداف المشتركة لنقد ما بعد الحداثة الأفكار العالمية للواقع الموضوعي والأخلاق والحقيقة والطبيعة البشرية والعقل والعلم واللغة والتقدم الاجتماعي. وفقًا لذلك، يتميز الفكر ما بعد الحداثي على نطاق واسع بالميل إلى الوعي الذاتي، والإحالة الذاتية، والنسبية المعرفية والأخلاقية، والتعددية، وعدم الاحترام. وانتقادات ما بعد الحداثة متنوعة فكريا وتشمل الحجج القائلة بأن ما بعد الحداثة تروج للظلامية، ولا معنى لها، وأنها لا تضيف شيئًا إلى المعرفة التحليلية أو التجريبية.
ما بعد الحداثة تعني حرفيا 'بعد الحداثة'. في حين أن «الحديث» في حد ذاته يشير إلى شيءٍ ما «متصلٍ بالحاضر»، فإن حركات الحداثة وما بعد الحداثة تُفهَمُ على أنها مشاريعُ ثقافية أو على شكل مجموعةٍ من وجهات النظر. وهي تُستخدمُ في النظرية النقدية لتشير إلى نقطة انطلاق أعمال الأدب والدراما والعمارة والسينما والصحافة والتصميم، وكذلك في مجال التسويق والأعمال التجارية، وفي تفسير التاريخ والقانون والثقافة والدين في وقتٍ متأخرٍ من أواخر القرن العشرين وبداية القرن الواحد والعشرين.
في واحدٍ من الأعمال الأصيلةِ في هذا الموضوع، وصف الفيلسوف والناقد الأدبي «فريدريك جيمسون» ما بعد الحداثة بأنها «المنطق الثقافي المهيمن للرأسمالية المتأخرة»، التي هي، الممارسات الثقافية المترابطة ترابطا عضويا مع العنصر الاقتصادي والتاريخي لما بعد الحداثة ("الرأسمالية المتأخرة"، وهي الفترة التي تسمى أحيانا الرأسمالية المالية، أو ما بعد الثورة الصناعية، أو الرأسمالية الاستهلاكية، أو العولمة، وغيرها). في هذا الفهم إذن، يمكن أن ننظر إلى هيمنة فترةِ ما بعد الحداثة على أنها بدأت في وقتٍ مبكرٍ من الحرب الباردة (أو، لإعادة الصياغة، بعد نهاية الحرب العالمية الثانية) واستمرت حتى الوقت الحاضر.
يمكن فهم ما بعد الحداثة أيضا على أنها ردُ فعلٍ على الحداثة. في أعقاب الدمار الذي لحق بالفاشية، والحرب العالمية الثانية، والمحرقة، أصبح العديد من المثقفين والفنانين في أوروبا لا يثقون في الحداثة السياسية والاقتصادية والمشروع الجمالي برمته. في حين أن الحداثة كانت ترتبط في كثيرٍ من الأحيان بالهوية والوحدة والسلطة واليقين، وما إلى ذلك، فإن ما بعد الحداثة كثيرا ما يرتبط بالفروق، والانفصال، والنصية، والتشكك، الخ.
يُلاحظ حول نظرية ما بعد الحداثة التزامها بموقفٍ متشكك، حيث يزعم جان فرنسوا ليوتار أحد الفلاسفة الذين حاولوا تفسيرها، أن النصوص السردية تشهد أزمة في عصرنا، إذ أصبحت مشرّعةً للتفسير ومتراجعةً، ويُشر بالنصوص السردية إلى نصوص المفاهيم الفلسفية الكُبرى مثل الماركسية والكانطية، والهيغلية، يرى ليوتار أن المُعتقدات قد فقدت مصداقيتها، وعرّف ما بعد الحداثة إيجازًا بوصفها: تشكيكًا موجهًا نحو كافة الادعاءات الكُبرى في الحياة.

## تاريخ المصطلح
استخدم المصطلح لأول مرةٍ في حوالي سبعينيات القرن التاسع عشر في مختلف المجالات. على سبيل المثال، أعلن «جون واتكنز تشابمان» «نسقا من اللوحات ما بعد الحداثي» تجاوزا الانطباعية الفرنسية. ثم استخدمها «جي. إم. ثومبسون» في مقالته لعام 1914 في مجلة هيبرت (و هي دوريةٌ فلسفيةٌ فصلية)، وقد استخدمها لوصف التغييرات في المواقف والمعتقدات في نقد الدين: «إن علة وجود مرحلة ما بعد الحداثة هي للهروب من ضعف أفق الحداثة، بأن نكون مُجـِّـدين في نقدها عن طريق توسيع نطاقها لتشمل الدين فضلا عن اللاهوت، وإلى الشعور الكاثوليكي، وكذلك التقاليد الكاثوليكية».
في عام 1917 استخدم رودولف بانويتز هذه العبارة لوصف الثقافة التي تنحى منحىً فلسفيا. جاءت فكرة ما بعد الحداثة إلى بانويتز من تحليل نيتشه للحداثة وغاياتها من الانحلال والعدمية. التغلب على الإنسان الحديث سيكون مرحلة ما بعد الإنسان. ولكن، خلافا لنيتشه، أشمل بانويتز أيضا العناصر القومية والأسطورية.
كانت تستخدم في وقتٍ لاحقٍ في عام 1926 من قبل «بي. آي. بيل» في كتابه «ما بعد الحداثة وغيرها من دوائر العمل». في عامي 1925 و 1921، كانت تستخدم لوصف الأشكال الجديدة من الفنون والموسيقى. في عام 1942، قام إتش. آر. هايس باستخدامها لشكلٍ أدبيٍ جديد، ولكنها استُخدمت بوصفها نظرية حركةٍ تاريخيةٍ عامة لأول مرة في عام 1939 من قبل المؤرخ أرنولد جي توينبي: «فعهدنا ما بعد الحداثة تم تدشينه من قبل الحرب العامة لأعوام 1914 -1918».
في عام 1949، كانت تُستخدمُ للدلالة على عدم الرضا عن العمارة الحديثة، مما أدى إلى الحركة المعمارية ما بعد الحداثة. تتميز ما بعد الحداثة في العمارة بعودة ظهور الزخرفة السطحية، والإشارة إلى المباني المجاورة في مجال العمارة الحضرية، والمرجعية التاريخية في الأشكال الزخرفية، والزوايا غير المتعامدة. وقد تكون ردا على الحركة المعمارية الحداثية المعروفة بالطراز الدولي.
طُبِّقَ هذا المصطلح على مجموعةٍ كاملةٍ من الحركات التي كان العديد منها في الفن والموسيقى والأدب، وكانت ردات فعلٍ ضد الحداثة، وعادةً ما اتسمت بالإحياء لعناصر وتقنياتٍ تقليدية. يحدد والتر ترويت اندرسون ما بعد الحداثة بوصفها واحدة من أربعة نظراتٍ للعالم. وهذه الآراء الأربعة هي ما بعد الحداثة الساخرة، والتي ترى أن الحقيقة منتجٌ اجتماعي؛ والعلمية-العقلانية التي ترى الحقيقة من خلال المنهجية، والتحقيق المنضبط؛ والاجتماعية-التقليدية التي تُعلم الحقيقة فيها من تراث الحضارة الأميركية والغربية؛ والرومانسية الجديدة، التي ترى الحقيقة من خلال تحقيق الوئام مع الطبيعة و/أو الاستكشاف الروحي للذات الداخلية.

## تأثيرها وتميزها عن ما بعد الحداثة
قامت أفكار ما بعد الحداثة في الفلسفة، وتحليل الثقافة والمجتمع بتوسيع أهمية النظرية النقدية، وكانت نقطة الانطلاق لأعمال في الأدب والعمارة، والتصميم، فضلا عن كونها واضحةً في عالم التسويق والأعمال وتفسير التاريخ والقانون والثقافة، وذلك ابتداءً من أواخر القرن العشرين. هذه التطورات—إعادة تقييم النظام القيمي الغربي بأكمله (الحب والزواج، والثقافة الشعبية، والتحول من الاقتصاد الصناعي إلى الاقتصاد الخدمي) التي وقعت منذ أعوام الخمسينات والستينات، حيث بلغت ذروتها في الثورة الاجتماعية لعام 1968—التي توصف بالمصطلح ما بعد الحداثية،  بخلاف مصطلح ما بعد الحداثة، والذي هو مصطلحٌ يشيرُ إلى رأيٍ أو حركة. في حين أن كون شيءٍ ما يجري «ما بعد الحداثة» من شأنه أن يصبح جزءا من الحركة، أما كونها «ما بعد الحداثية» فمن شأنه أن يضعها في الفترة من الزمن التي بعد الخمسينات، مما يجعل هذا الشيء جزءاً من التاريخ المعاصر.

## التعاريف المعاصرة التقليدية «لما بعد الحداثة»
استخدم العديد من الأكاديميين مصطلح «ما بعد الحداثة»، في إشارةٍ إلى مفاهيم مختلفة، وحتى متناقضة. وتتضمن القائمة التالية تعريفاتٍ تقليديةٍ للمصطلح التي تقدمها المعاجم:
- قاموس أوكسفورد الإنكليزي المضغوط: «نمطٌ ومفهومٌ في الفنون يتميز بالريبة من النظريات والأيديولوجيات، وبتوجيه الانتباه إلى مواضع الاتفاق.» [15]
- قاموس ميريام وبستر: إما الشيء الذي هو «من، أو المتصل، أو الذي يجري في عصرٍ واحدٍ بعد حديث»، أو «من، أو المتصل، أو الذي يجري بأيٍ من الحركات المختلفة التي نشأت كرد فعلٍ على الحداثة، والتي تتميز عادةً بالعودة إلى المواد والأشكال التقليدية (كما هو الحال في الهندسة المعمارية) أو عن طريق الإشارة الساخرة من الذات أو السخرية (كما هو الحال في الأدب)»، أو (أخيرا) «من، أو المتصل، أو كونها نظريةً تنطوي على إعادة تقييمٍ شاملةٍ للافتراضات الحديثة عن الثقافة أو الهوية أو التاريخ أو اللغة.» [16]
- قاموس التراث الأمريكي: "من أو المتصل بالفن أو العمارة أو الأدب، أو الذي يتفاعل ضد المبادئ الحداثية من وقتٍ سابق، مثل تقديم عناصر الأنماط التقليدية أو الكلاسيكية، أو بإدخال نمطٍ من الأنماط الحداثية أو ممارساتها للنقيض:"إنه [فندقٌ صغيرٌ] مثيرٌ معماريا... مع أكشاكها الخشبية ما بعد الحداثة وساعاتها المنحوتة." [17]

## استخدام ومدى مفهوم 'ما بعد الحداثة'
مصطلح «ما بعد الحداثة» ومشتقاته يتم تطبيقه على نطاقٍ واسع، فبعض الاستخدامات تتناقض مع الاستخدامات الأخرى فيما يبدو. بعض الكتاب، مثل ديك هيبيدج، يؤكدون أن «ما بعد الحداثة» هي مجردُ كلمةٌ رنانةٌ من دون أي مضمونٍ محدد. يكتب هيبيدج ما يلي في كتاب 'الاختباء في الضوء':

عندما يصبح من الممكن قيامُ أناسٍ ما بإلقاء مصطلح 'ما بعد الحداثة' على ديكورٍ لغرفة، أو تصميمٍ لمبنى، أو على العالم الخيالي لفيلمٍ ما، أو بناء شريطٍ ما، أو فيديو «كحتي»، أو على إعلانٍ تلفزيوني، أو على وثائقيةٍ فنية، أو على العلاقات «النصية» بينهم، أو على تخطيط صفحةٍ في مجلة أزياءٍ أو مجلةٍ نقدية، أو تضاد الغائية في نظرية المعرفة، أو الهجوم على 'ميتافيزيقية الوجود'، أو التخفيف الشعوري العام، أو الكدر الجماعي والإسقاطات المهووسة لجيل مواليد ما بعد الحرب المحبطين في مواجهة منتصف العمر، أو مأزق «الفعل المنعكس»، أو مجموعةٌ من الاستعارات البلاغية، أو انتشار السطوح، أو مرحلةً جديدةً من عبادة السلع الأساسية، أو السحر بالصور، أو الرموز والأنماط، أو عملية التشرذم\التأزم الثقافي أو السياسي أو الوجودي، أو 'عدم مركزة' الموضوع، أو 'التشكك تجاه الأسانيد الفوقية'، أو الاستعاضة عن محاور السلطة الوحدوية بكثرةٍ من الهيئات السلطوية/ الخطابية، أو 'الإنجاز وفقا للمعاني'، أو انهيارُ التراتبيات الثقافية، أو الرهبة التي يولدها خطر التدمير الذاتي النووي، أو تدهور الجامعة، أو عملية وآثار التكنولوجيات الجديدة المصغرة، أو التحولات المجتمعية والاقتصادية الواسعة في مرحلة 'وسيلة إعلام'، أو 'مستهلك' أو 'متعددة الجنسيات '، والإحساس (اعتمادا على من تقرأ) من 'عدم المكانية' أو التخلي عن عدم المكانية ('الإقليمية الحرجة') أو (حتى) الاستبدال المعمم من المكاني إلى الإحداثيات الزمانية -- عندما يصبح من الممكن وصف كل هذه الأمور 'بما بعد الحداثة' (أو حتى مجرد استخدام الاختصار الحالي بأنه 'بعد' أو 'مؤخر جدا')، فإنه من الواضح أننا في حضور كلمةٍ طنانة.
يقوم كتاب المؤرخ البريطاني بيري أندرسون 'أصول ما بعد الحداثة'، بشرح تاريخ المصطلح ومفهومه، وتوضيح هذه التناقضات الظاهرة، ويدل على أهمية «ما بعد الحداثة» كفئةٍ وظاهرةٍ واضحةٍ في تحليل الثقافة المعاصرة.

## تطور «ما بعد الحداثة»

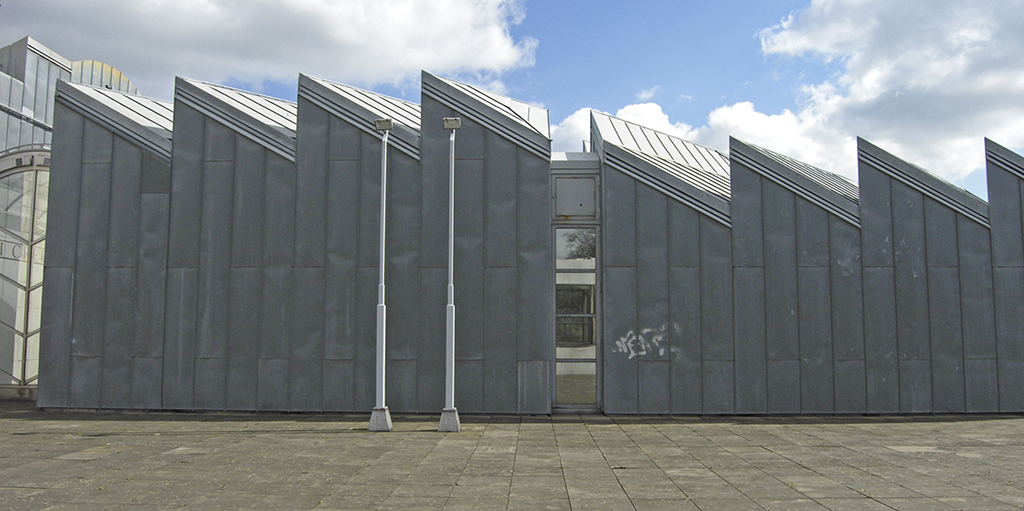
تفاصيل متحف أبتيبيرج لما بعد الحداثة في ألمانيا.

بدأت حركة ما بعد الحداثة بالهندسة المعمارية، وذلك استجابةً للميوعة المتصورة والعداء والطوباوية «للحركة الحديثة». فالهندسة المعمارية الحديثة، كما أنشأها وطورها سادةٌ مثل والتر غروبيوس ولو كوربوزييه وفيليب جونسون، كانت تركز على السعي لتحقيق الكمال والمثالية، والتناغم بين الشكل والوظيفة ، وطرد الحلية التافهة. جادل نقاد الحداثة أن صفات الكمال والبساطة كانت صفاتٍ غير موضوعية، وقاموا بالإشارة إلى المفارقات التاريخية في الفكر الحديث، وتساءلوا عن مزايا فلسفتها. عمارة «ما بعد الحداثة» القاطعة، مثل أعمال مايكل جريفز ترفض فكرة وجود 'شكلٍ نقيٍ' أو 'مثالي' التفاصيل المعمارية، وبدلا من ذلك يقوم بالجلب الواضح من جميع الأساليب والمواد والأشكال والألوان المتاحة للمهندسين المعماريين. كانت هندسة «ما بعد الحداثة» واحدةً من الحركات الجمالية الأولى التي تعترض على «الحداثة» علنا بأنها عتيقة و«شمولية»، لصالح التفضيلات الشخصية والتنوع على الهدف، أو الحقائق أو المبادئ الكاملة. وكان هذا الجو من النقد والتشكك، والتركيز على الخلاف على وضد الوحدة، هو الذي يميز «ما بعد الحداثات» الكثيرة.

### المساهمون الفلسفيون والأدبيون البارزون
بعض التفسيرات المعينة لسورين كيركغور، أو كارل ماركس، أو فريدريك نيتشه هي من السلائف المهمة لما بعد الحداثة. فبتركيزهم على الشك، وخاصةً فيما يتعلق بالواقع الموضوعي، والأخلاق الاجتماعية، والمعايير الاجتماعية ، يمثل الفلاسفة الثلاثة كلهم لمفكري ما بعد الحداثة رد فعلٍ على الحداثة التي تنتهي في شخص جيورج فيلهلم فريدريش هيجل. وتشمل المؤثرات الأخرى البارزة على ما بعد الحداثة رواية لورانس ستيرن 'تريسترام شاندي '، ورواية ألفريد جاري 'الباتافيزياء'، وأعمال 'لويس كارول'. [بحاجة لمصدر]
الفن والأدب في الجزء المبكر من القرن العشرين يلعب دورا هاما في تشكيل شخصية ثقافة ما بعد الحداثة. هاجمت الدادائية مفاهيم الفن الرفيع في محاولةٍ لتحطيم الفروق بين الثقافة العالية والمنخفضة؛ وقامت السريالية بمزيدٍ من التطوير لمفاهيم الدادائية، للاحتفال بتدفق اللاوعي بتقنياتٍ مؤثرةٍ مثل الأتمتة والتقابلات التي لا معنى لها (لرؤية أدلةٍ من تأثير السريالية على فكر ما بعد الحداثة، يمكن ملاحظة ذلك في إشارات فوكو ودريدا إلى تجارب رينيه ماغريت مع المغزى).
بعض المساهمات الهامة الأخرى لثقافة ما بعد الحداثة من الشخصيات الأدبية تشمل ما يلي: كان خورخي لويس بورخيس يجرب في الخيال الفوقي والواقعية السحرية؛ وكتب ويليام بوروز النموذج التقليدي لرواية ما بعد الحداثة الغداء العاري، وطور طريقة التقطيع (المشابهة بطريقة تريستان تزارا في «كيف تصنع قصيدةً دادائية») لإنشاء رواياتٍ أخرى مثل نوفا إكسبرس ؛ حاول صمويل بيكيت الهروب من شبح جيمس جويس من خلال التركيز على فشل اللغة وعجز الإنسانية عن التغلب على حالتها، وهي المواضيع التي تم استكشافها لاحقا في أعمالٍ مثل في انتظار غودو.
الفلاسفة المناهضون للأصولية، من أمثال هايدغر، ثم دريدا، قاموا بدراسة أصول المعرفة؛ وكانوا يحتجون بأن العقلانية لم تكن على يقينٍ ولا وضوح كما ادعى وأكًّد الحداثيون أو العقلانيون.
من الممكن التعرف على ازدهار الحركات المضادة للمؤسسية في الستينات بأنها الحدث الذي شكَّل ما بعد الحداثة. اكتسبت النظرية بعضا من أقوى الأراضي في وقتٍ مبكرٍ في الأكاديمية الفرنسية. في عام 1971، كان المنظر العربي الأميركي إيهاب حسن واحدا من أول من استخدم هذا المصطلح في شكله الحالي (رغم أنه كان يستخدم من قبل العديد من الآخرين من قبله، مثل تشارلز أولسون على سبيل المثال، في الإشارة إلى الاتجاهات الأدبية الأخرى) في كتابه: تقطيع أوصال أورفيوس: نحو أدب ما بعد الحداثة ؛ في ذلك الكتاب، يقوم حسن باقتفاء آثار تطور ما أسماه «أدب الصمت» من خلال مركيز دي ساد وفرانز كافكا وإرنست همنغواي وبيكيت، وكثير غيرهم، بما في ذلك تطوراتٌ مثل مسرح السخف والرومانية الجديدة. في عام 1979 كتب جان فرانسوا ليوتار عملا قصيرا لكنه مؤثرٌ بعنوان حالة ما بعد الحداثة: تقرير عن المعرفة. وكتب ريتشارد رورتي الفلسفة ومرآة الطبيعة (1979). كان جان بودريار وميشيل فوكو ورولان بارت ذا تأثيرٍ أيضا في نظرية ما بعد الحداثة في السبعينات.
ما يجعل قضية موراكامي قضيةً رمزية بالنسبة إلى العلاقة بين ما بعد الحداثة الأدبية والجنسية، مُستَمدةٌ من الطبيعة الاستعمارية للأدب الياباني الحديث. ولو وضعنا ذلك على نحوٍ أكثر تحديدا، لا يمكن فهم طبيعة موراكامي الملحوظة وكذلك الغريبة، إلا عندما يتم وضعه في الساحة الأدبية اليابانية في ذلك الوقت: الفترة ما بعد الحرب العالمية الثانية وحتى حول نهاية السبعينات عندما كانت الروايات تُصنفُ بشكلٍ صارمٍ إلى مجموعتين، إما «جانبانجاكو» أو لا. تعني كلمة «جانبانجاكو» الأدب النقي أو الأدب الخالص: «بانجاكو»: تعني الأدب، و«جان»: تعني النقي أو المخلص. إن تصنيف العمل على أنه «جانبانجاكو» أو أنه ليس كذلك يعتمد تقريبا على التمييز بين الأدب والخيال. فأدب «جانبانجاكو» هو الأدب الجاد الذي يحتوي على نسبةٍ فنيةٍ عالية وله قيمٌ جماليةٌ وأدبية. ولا يدخل في ذلك كل أدب الخيال العلمي والألغاز والترفيهي، وكتب «تقليب الصفحات»، وأكثر الكتب مبيعا. كان التصنيف وكان يمكن أن يكون صارما لأنه في ذلك الوقت، كانت كتب «جانبانجاكو» لا تبيع، ولذلك لم يكن يحتاج المرء إلى التفكير في المشكلة المزعجة لأفضل الكتب «الأدبية» مبيعا.

### موسيقى ما بعد الحداثة
ظهر الدافع ما بعد الحداثة في الموسيقى الكلاسيكية في السبعينات مع ظهور التبسيطية الموسيقية. رد الملحنون من أمثال تيري رايلي وجون آدامز، وستيف رايش، وفيليب قلاس، ولو هاريسون على النخبوية المتصورة وصوت نشاز الحداثة الأكاديمية، من خلال إنتاج الموسيقى التي تملك المواد البسيطة والألحان المتجانسة نسبيا. تأثر بعض الملحنين بشكلٍ علني بالموسيقى الشعبية والتقاليد الموسيقية العرقية العالمية. ولئن كان ذلك يمثل عودةً عامةً لمفاهيمَ معينة من الموسيقى، تلك التي غالبا ما تعتبر الموسيقى الكلاسيكية أو الرومانسية [بحاجة لمصدر]، ولكن لم يختبر كل ملحني ما بعد الحداثة التضاد مع المعتقدات التجريبية أو الأكاديمية للحداثة. فأعمال الملحن الموسيقي الهولندي لويس أندريسين، على سبيل المثال، تعرض الانشغال التجريبي الذي هو بالتأكيد مضادٌ للرومانسية. الانتقائية وحرية التعبير، كرد فعلٍ للجمود والقيود الجمالية للحداثة، هي السمة المميزة لتأثير ما بعد الحداثة في التأليف الموسيقي.

### مسرح ما بعد الحداثة
حد أهم آليات فلسفة ما بعد الحداثة هو التناص الذي يستلهم النصوص الأخرى بطريقةٍ واعية، أي أن النص يتفاعل ويتداخل مع النصوص الأخرى في التقليدِ والحوار، كما يدل على التعددية والمعرفة الخلفية ضمن المعاني القريبة والبعيدة له. يرى ادوارد سعيد أن النص المسرحي انتاجٌ ثقافي تتعلق به كل الأنظمة الخارجة عنه والداخلة إليه عبر قوةٍ تمثّله، كما عدّ ظاهرة الاستشراق بوصفها بنى موروثة من الماضي تقوم على إعادة التركيب والتكرار، ودعم بذلك فقه اللغة من خلال مقولته «الإنسان لا يشعر بالقلم مثلما يسمعُ صوتًا ناطقًا»، أيضًا استخدم ادوارد التناص في قراءته للنصوص من خلال إزاحة فضاء التاريخ وإدخال الاستشراق بوصفه منهجًا علميًا أكاديميًا.
أصبح النص المسرحي في مرحلة ما بعد الحداثة يعمل بوصفه بذرة الصوت والصورة والشخوص، والأمكنة والأزمنة المُتداخلة. إن أهم علامة حداثية في تاريخ المسرح الحديث قام بها الكاتب النرويجي هنريك ابسن، حيث يعد أول كتاب المسرحيات الدرامية نثرًا، وقبله كانت كتابة المسرحيات الدرامية تقتصر على النظم الشعري، وهنا أحد أهم سمات الحداثة؛ قلب المعايير وتجريدها من أصولها القديمة، حيث كان النص الشعري منذ عهد اسخيليوس يُكتب شعرًا.

## ما بعد الحداثة نقد الفنون
يبحث الناقد في المذاهب التقليدية عن قصدية الفنان أي ما أراد أن يعرضه وموقفه من الحياة ورؤيته لها، من منطلق أن يعبر عن الواقع وعن اتجاهات المجتمع، أما في «النقد البنيوى» فالقصدية ليست قصدية الفنان، وانما قصدية البناء الشكلى، إذ أن الشكل هو الذي يقصد، أما الفنان فهو غائب، فلا جدوى من بحث الناقد في أي شيء ميتافيزيقى. أما في نقد«ما بعد الحداثة» فإن المتلقى هو الذي يحدد «القصدية» إن وجدت، إذ ان وجود القصدية يتوقف على تصور المتلقى للشكل، وعلى تفاعله معه. وهكذا لا يقوم النقد على دراسة بناء الشكل للعمل الفنى وانما على الرغبات و
الأهواء التي تنطلق من المتلقى. وكان النقد في أعمال الفن التي أبدعت بمفهوم البناء التوليفى في الفن الحديث، يقوم بمهمة عرض قضية اقحام الأشكال على اللوحة، إذ أن العمل الفنى في اطار قصد معين. وبالنسبة للنقد البنيوى فإنه يقر بغياب الفنان منذ البداية وبالتالى يتجاهل قصديته، ولا يربط دلالة الأشكال في العمل الفنى رجوعا إلى الطبيعة، وإنما يحصل على مدلولها من خلال علاقتها بالأ شكال الأخرى في إطار التركيب البنائى كله. وهكذا استبدل مفهوم المحاكاة بفكرة «المونتاج».

## نظرية ما بعد الحداثة وعلم الجمال

### التفكيكية
واحدة من أهم الاتجاهات ما بعد الحداثية الأكثر شعبيةً داخل الجماليات هي التفكيكية. و«التفكيكية» كما تستخدم حاليا هي نهجٌ ديريدائي لتحليل النصوص (عادةً في النقد الأدبي، ولكنه يطبق بأشكالٍ مختلفة). تعمل التفكيكيات كليا داخل النص المدروس لفضح وتقويض الإطار المرجعي، والافتراضات، والأسس الأيديولوجية للنص. على الرغم من أن التفكيكية يمكن تطويرها باستخدام أساليب وتقنياتٍ مختلفة، فإن العملية عادةً ما تشمل إظهار قراءاتٍ متعددةٍ ممكنةٍ لنصٍ ما وما ينتج عنها من صراعاتٍ داخلية، وتقويض المعارضات الثنائية (مثل المذكر/ المؤنث، القديم/ الجديد). التفكيكية أمرٌ أساسيٌ لكثيرٍ من المجالات المختلفة لفكر ما بعد الحداثة، بما في ذلك ما بعد الاستعمارية، كما يتبين من خلال كتابات غاياتري سبيفاك.

### ما بعد البنيوية
البنيوية هي حركةٌ فلسفيةٌ واسعةٌ تطورت بشكلٍ خاصٍ في فرنسا في الخمسينات، ردا على الوجودية الحداثية. تحرك الكثير من البنيويين في وقتٍ لاحقٍ بعيدا عن التفسيرات والتطبيقات الأكثر صرامةً «للبناء»، وبالتالي فيتم تسميتهم «ما بعد البنويين» في الولايات المتحدة (و المصطلح غير شائعٍ في أوروبا). يشمل المفكرون «ما بعد البنويين» الأكثر نفوذا عالم الأنثروبولوجيا كلود ليفي ستروس، وعالما التحليل النفسي جاك لاكان وجيل دولوز، والفلاسفة ميشيل فوكو وجاك دريدا، والفيلسوف الماركسي لويس ألثاسر.
تركز (ما بعد) البنيوية على السبل التي يتفاعل من خلالها المجتمع مع الفردية والجماعية، وخاصةً في البناء الاجتماعي أو تحديد الهيكلية للهويات والقيم والاقتصادات. وهذا ليس إلا عرضا موجزا، ومع ذلك، فإن معظم ما يسمون «ما بعد البنيويين» يختلفون بشدةٍ حول الفئات الأساسية مثل «الحقيقي»، «المجتمعي»، «الكمالي»، و«التاريخي». ونقطة الوحدة الرئيسية بينهم هي في مرحلة ما بعد الاشتباك البنيوي (الإيجابي أو السلبي) مع التقاليد الفلسفية المرتبطة بشخصياتٍ من أمثال هيغل وماركس ونيتشه وفرويد.

## الانتقادات
رسمياً، يمكن العثور على نقدٍ أكاديميٍ لما بعد الحداثة في أعمالٍ مثل «وراء الخدعة» و«الهراء عصري».
ومصطلح ما بعد الحداثة، عندما يتم استخدامه بشكل مسيء، يصف الاتجاهات التي يُنظر إليها على أنها نسبية، أو مضادة للتنوير أو المناوئة للحداثة، لا سيما فيما يتعلق بنقد العقلانية أو الكونية أو العلم. كما أنها أحيانا تُستخدمُ لوصف الاتجاهات في المجتمع الذي يُنظر إليه أنه نقيضٌ للنظم التقليدية للأخلاق.

## بعد ما بعد الحداثة
في الآونة الأخيرة، تم الجدال حول فكرة موت «ما بعد الحداثة» بشكلٍ متزايدٍ على نطاقٍ واسعٍ: في عام 2007، أشار أندرو هوبوريك في مقدمته لإصدار خاصٍ من مجلة «أدب القرن العشرين» تحت عنوان «بعد ما بعد الحداثة» أن «التصريحات عن وفاة ما بعد الحداثة قد أصبح شائعا حرجا.» وضعت مجموعةٌ صغيرةٌ من النقاد مجموعةً من النظريات التي تهدف إلى وصف الثقافة و/أو المجتمع في أعقاب ما بعد الحداثة المزعومة، وعلى الأخص راؤول إيشيلمان (الأدائية)، وجيليس ليبوفيتسكي (فرط الحداثة)، ونيكولا بورياد(مضاد الحديث)، وآلان كيربي (الحداثة الزائفة). لم تكسب أيا من هذه النظريات والتسميات الجديدة حتى الآن قبولا واسع النطاق.

## اقتباسات
في عام 1994، أعطى رئيس الجمهورية التشيكية والكاتب المسرحي الشهير فاكلاف هافل وصفا آملا لعالم ما بعد الحداثة باعتباره واحدا مبنيا على أسسٍ علمية، ولكن المفارقة فيه «حيث كل شيءٍ ممكن، ولا شيء مؤكدٌ تقريبا.» 
يعطي جوش ماكدويل وبوب هوستيتلير التعريف التالي لما بعد الحداثة: «إنها النظرة إلى العالم التي تتميز بالاعتقاد أن الحقيقة لا وجود لها في أي معنى، بل هي تُخلقُ بدلا من اكتشافها.» الحقيقة «التي أوجدتها ثقافةٌ معينةٌ ولا توجد إلا في تلك الثقافة. ولذلك، فإن أي نظامٍ أو بيانٍ يحاول الاتصال بالحقيقة هو لعبة سلطة، ومحاولةٌ للهيمنةِ على الثقافات الأخرى.» 
عالم القرون الوسطى الإيطالي أمبرتو إيكو ميزها بقوله «موقف ما بعد الحداثة هو كرجلٍ يحب امرأةً راقيةً جدا، ويعلم أنه لا يستطيع أن يقول لها: أحبك بجنون، لأنه يعلم أنها تعرف (و أنها تعرف أنه يعرف) أن هذه الكلمات قد كتبت من قبل باربرا كارتلاند.» 

### النظرية
- الخيال العلمي

### الثقافة والسياسة
- اللامركزية
- التوفيقية

### فلسفة
- ما بعد المادية

## قراءات أخرى
- باول، جيم (1998). «ما بعد الحداثة للمبتدئين» (ردمك 978-1-934389-09-6)
- أليكسي، شيرمان (2000). «الهندي الأشد صلابة في العالم» (ردمك 0-8021-3800-4)
- اندرسون، والتر Truett. لجنة تقصي الحقائق حول لجنة تقصي الحقائق (نيو وعي القارئ). نيويورك : Tarcher. (1995) (ردمك 0-87477-801-8)
- أندرسون، بيري. أصول ما بعد الحداثة. لندن : الصفحة اليسرى، 1998.
- اشلي، وريتشارد ووكر، ار بي جي)1990) «تتحدث بلغة المنفى». دراسات دولية ت ربع 34، أي 3 259-68.
- بومان، Zygmunt (2000) الحداثة السائلة. كامبريدج : بوليتي برس.
- بيك، اولريش (1986) جمعية المخاطر : نحو حداثة جديدة.
- Benhabib، Seyla (1995) 'النسوية وما بعد الحداثة' في (ed. نيكلسون) النسوية الادعاءات : هناك تبادل الفلسفية. نيويورك : روتلدج.
- بيرمان، ومارشال (1982) كل ما هو صلب يذوب في الهواء : تجربة الحداثة (ردمك 0-14-010962-5).
- Bertens، هانز (1995) عن فكرة ما بعد الحداثة : تاريخ. لندن : روتلدج.)ردمك 0-145-06012-5).
- Bielskis، أندريوس (2005) نحو فهم ما بعد الحداثة السياسية : من علم الأنساب إلى التأويل (بالغريف ماكميلان، 2005).
- النحاس الأصفر، وتوم، والفلاحين، والشعبوية ما بعد الحداثة (لندن : كاس، 2000).
- بتلر، جوديث (1995) 'الوحدات المؤسستان في (ed. نيكلسون) النسوية الادعاءات : هناك تبادل الفلسفية. جديد Yotk : روتليدج.
- كالينيكوس، اليكس، ضد ما بعد الحداثة : نقد الماركسية (كامبردج : بوليتي، 1999).
- كاستييس، ومانويل (1996) وشبكة المجتمع.
- كوبلاند، ودوغلاس (1991). «الجيل العاشر : حكايات لالمعجل الثقافة» (ردمك 0 - 312 - 05436 - العاشر)
- إسقاط، كريستال L. كيف يخدم ما بعد الحداثة (بلادي) الإيمان، (المهدئات غروف، وايل : [إيفب] الأكاديمي، 2006) ردمك 0-8308-2758-7
- درابل، M. ورفيق أكسفورد إلى الأدب الإنجليزي، 6 الطبعة، والمادة «ما بعد الحداثة».
- جون فاريل. كتاب "Demons of Descartes and Hobbes." {0}Paranoia and Modernity: Cervantes to Rousseau {/0} Cornell UP, 2006)), الفصل السابع من الكتاب. «جنون العظمة وما بعد الحداثة»، وخاتمة لجنون العظمة والحداثة : سرفانتس لروسو (زيادة في جامعة كورنيل، 2006)، 309-327.
- فيذرستون، M. (1991) ما بعد الحداثة، وثقافة المستهلك، لندن ؛ نيوبري بارك بكاليفورنيا، سيج للنشر.
- Goulimari، Pelagia (ed.) (2007) ما بعد الحداثة. ما هي لحظة؟ مانشستر : مطبعة جامعة مانشستر (ردمك 978-0-7190-7308-3)
- غيدنز، انطوني (1991) الحداثة والهوية الذاتية، وكامبردج : بوليتي برس.
- Grebowicz، مارغريت (ed.)، وبعد Lyotard الجنس. نيويورك : صحافة جامعة ولاية نيويورك، 2007. ISBN 978-0-06-057618-9.
- غرير، روبرت سي رسم خرائط ما بعد الحداثة. ايل : إينترفرستي برس، 2003. (ردمك 0-8308-2733-1)
- Groothuis، دوغلاس. الحقيقة التسوس. المهدئات غروف، إلينوي : إينترفرستي برس، 2000.
- هارفي، ديفيد (1989) حالة ما بعد الحداثة : والتحقيق في أصول التغيير الثقافي (ردمك 0-631-16294-1)
- هيكس، ستيفن روتردام (2004) وشرح ما بعد الحداثة : التشكك والاشتراكية من روسو إلى فوكو (ردمك 1-59247-646-5)
- Honderich، T. ، ورفيق أكسفورد للفلسفة، والمادة «ما بعد الحداثة».
- جيمسون، فريدريك (1991) ما بعد الحداثة، أو المنطق الثقافي للرأسمالية المتأخرة (ردمك 0-8223-1090-2)
- كيربي، ألان (2009) Digimodernism. نيويورك : التواصل.
- السوط، S. (1990) وعلم الاجتماع لظاهرة ما بعد الحداثة، لندن، روتليدج.
- Lyotard، جان فرانسوا (1984) وحالة ما بعد الحداثة: تقرير عن المعارف (ردمك 0-8166-1173-4)
- --- (1988). وشرح ما بعد الحداثة : المراسلات 1982-1985. أد. جوليان Pefanis وتوماس مورجان. (ردمك 0-8166-2211-6)
- --- (1993) و«الكتاب المقدس : Diffracted اثار.» في : النظرية، والثقافة والمجتمع، المجلد. 21 (1)، 2004.
- --- (1995)، «التاريخ المرضي : للمرئي». في : النظرية، والثقافة والمجتمع، المجلد. 21 (1)، 2004.
- ماكنتاير، السدير، وبعد الفضيلة: دراسة في نظرية المعنوي (جامعة نوتردام الصحافة، 1984، 2nd ط.).
- Magliola، روبرت، دريدا على المتشددين (لافاييت : مطبعة جامعة بوردو، 1984 ؛ 1986 ؛ pbk. 2000، ردمك أنا - 55753 - 205 - 2).
- ---، وفي تفكيك الحياة في العالم : البوذية والمسيحية والثقافة (اتلانتا : علماء وكالة انباء برس أكاديمية أمريكية من دين، 1997 ؛ أوكسفورد : مطبعة جامعة أكسفورد، 2000 ؛ ردمك 0-7885-0295-6، القماش، وردمك 0 -- 7885-0296-4، pbk).
- مانويل، بيتر. «موسيقى والرمز، والموسيقى كما الزائفة : ما قبل العصر الحديث، والحديث، وجماليات ما بعد الحداثة في الثقافات الفرعية للموسيقى، و» موسيقى البوب 1 / 2، 1995، ص 227-239.
- ميرفي، Nancey، الأنجلو أمريكية ما بعد الحداثة : وجهة نظر فلسفية حول العلم والدين والأخلاق (ستفيو برس، 1997).
- ناتولى، جوزيف (1997) وهو أول كتاب إلى ما بعد الحداثة (ردمك 1-57718-061-5)
- نوريس، كريستوفر (1990) ماذا يعيب ما بعد الحداثة : النظرية النقدية وينتهي في الفلسفة (ردمك 0-8018-4137-2)
- Pangle، توماس ل ، والتعظيم للديمقراطية : التحدي المتمثل في عصر ما بعد الحداثة، بالتيمور، ومطبعة جامعة جونز هوبكنز، 1991 ردمك 0-8018-4635-8
- حديقة، جين Y. الطبعة، Buddhisms وDeconstructions (انهام : رولاند & يتلفيلد، 2006، ردمك 978-0-7425-3418-6 ؛ ردمك 0-7425-3418-9.
- سوكال، وجان ألان Bricmont (1998) هراء عصري: مفكرو ما بعد الحداثة 'التعسف في استعمال العلوم (ردمك 0-312-20407-8)
- تايلور، ألان (2005) ونحن، في وسائل الاعلام. التربوية اقتحام الولايات المتحدة والسينما والتلفزيون بث الأخبار الخطابات '، بيتر لانغ، ص 418 (ردمك 3-631-51852-8)
- Vattimo، جياني (1989). مجتمع شفاف (ردمك 0-8018-4528-9)
- Veith الابن، إدوارد جين (1994) ما بعد الحداثة تايمز : دليل المسيحية المعاصرة للفكر والثقافة (ردمك 0-89107-768-5)
- Windshuttle، كيث (1996) وقتل من التاريخ : كيف نقاد الأدب والاجتماعي المنظرون يقتلون ماضينا. نيويورك : الصحافة الحرة.
- وودز، وتيم، ابتداء من ما بعد الحداثة، ومانشستر : مطبعة جامعة مانشستر، 1999، (طبعة 2002) (ردمك 0-7190-5210-6 مقوى، ردمك 0-7190-5211-4 غلاف عادي).
- كريستوفر باتلر. ما بعد الحداثة مقدمة قصيرة جدًا. دار هنداوي للنشر. الطبعة الأولى عام2015.

## وصلات خارجية
- «الحب والكراهية' النظرية الفرنسية 'في أمريكا.» ه مجلة الحدودية. / رولاندو بيريس. 4/1 2005. http://www.borderlandsejournal.adelaide.edu.au/ نسخة محفوظة 7 سبتمبر 2008 على موقع واي باك مشين.
- وصف أبسط ما بعد الحداثة
- WSWS المحفوظات الفلسفة -- مدفوع. نقد الفكر ما بعد الحداثة
- موسوعة ستانفورد للفلسفة للدخول في عصر ما بعد الحداثة
- الكادر المسيحي لصفحة ما بعد الحداثة
- نقاشاتهم ما بعد الحداثة. متعدد اللغات عن طريق الفهرس يانوش Przychodzen (قوات الدفاع الشعبي ملف)
- الحداثة، ما بعد الحداثة والتقليد للمعارضة، وذلك لويد سبنسر (1998) نسخة محفوظة 29 أكتوبر 2005 على موقع واي باك مشين.
- تتقاتلان النماذج : الحداثة ضد فكر ما بعد الحداثة
- كيث ديروز (الفلسفة، جامعة ييل): وصف عملية Fogbank : ما بعد الحداثة، وماذا يمكنني اتخاذ مثل هذا تبهيت عرض من ذلك؟
- كيفية تفكيك أي شيء تقريبا -- بلادي ما بعد الحداثة مغامرة
- ما بعد الحداثة والحقيقة من قبل الفيلسوف دانيال دينيت
- ما بعد الحداثة هي سوداء جديدة : كيف شكل تجارة التجزئة الحديثة على حد سواء، وتوقع تأثر بعض العرافين المستبعد (الايكونوميست 19 ديسمبر 2006)
- الحداثة في مقابل ما بعد الحداثة نسخة محفوظة 23 أبريل 2008 على موقع واي باك مشين.
- كسب الوضوح : بعد ما بعد الحداثة، أرض Acheret مجلة